# Pavonis Mons
Pavonis Mons je štítová sopka na Marsu. Jedná se o prostřední ze tří velkých sopek v oblasti Tharsis na západní polokouli Marsu. Nachází se na rovníku a 113 ° západní délky. Vulkán ční 7 km nad okolní krajinu. Podobně jako ostatní sopky v oblasti je Pavonis Mons tvořena bazickými horninami a pyroklastickým materiálem.
Během detailního snímkování sopečného kužele byl na spodní straně východního úbočí objeven geologický útvar, který se nazývá příkopová propadlina, která je vyplněna řetězcem eliptických jam. Jejich geneze je vázaná na pohyb tektonických desek či na vyzvednutí části desky vlivem magmatické činnosti. Na vrcholku sopky je možné pozorovat pravidelnou kruhovou kalderu.
Pavonis Mons vznikl nejspíše před 3,9-3,6 miliardami let. Poslední erupce byla odhadnuta před 25 milióny let na základě pozorované četnosti kráterů.

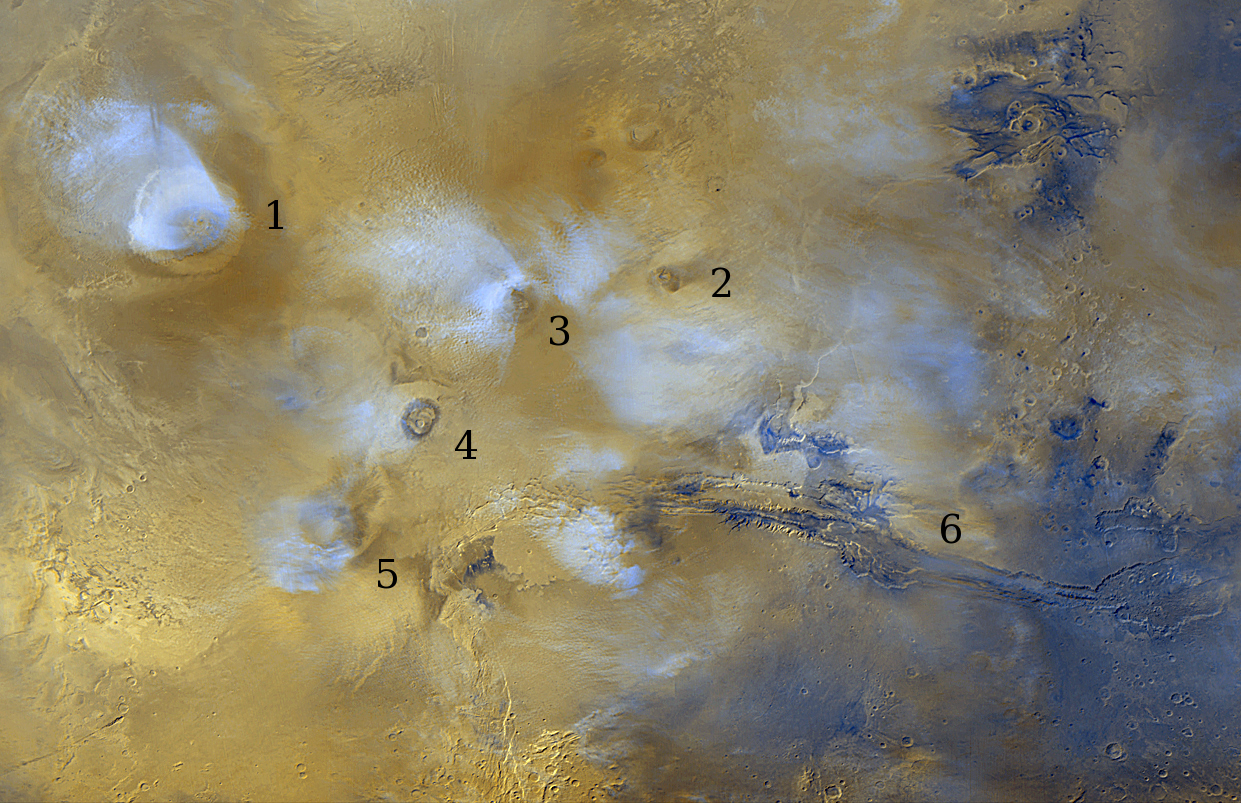
1. Olympus Mons
2. Tharsis Tholus
3. Ascraeus Mons
4. Pavonis Mons
5. Arsia Mons
6. Valles Marineris